# Timo Horn
Timo Phil Horn (* 12. Mai 1993 in Köln) ist ein deutscher Fußballtorwart, der beim VfL Bochum unter Vertrag steht.

## Karriere

### Vereine
Horn begann seine Karriere in der Jugend des SC Rondorf und wechselte 2002 in die Jugendabteilung des 1. FC Köln. Dort durchlief er fortan alle U-Mannschaften. In der Saison 2007/08 kam Horn als junger Jahrgang bereits einmal für die B1-Junioren (U17) in der B-Junioren-Bundesliga West zum Einsatz. In der Saison 2008/09 gehörte er fest der U17 an und absolvierte 22 von 26 Bundesligaspielen. Zur Saison 2009/10 rückte der 16-Jährige zu den A-Junioren (U19) auf und wurde als junger Jahrgang zum Stammtorhüter. Er absolvierte 24 von 26 Spielen in der A-Junioren-Bundesliga West. Obwohl Horn noch ein Jahr in der U19 spielen konnte, wurde er zur Saison 2010/11 in den Kader der zweiten Mannschaft integriert, die in der viertklassigen Regionalliga West spielte. Er kam auf 15 Regionalligaeinsätze und spielte im Herbst 2010 noch drei Mal in der U19.
Zur Saison 2011/12 rückte er in den Profikader der Kölner auf. Dort war er zu Saisonbeginn im Team von Trainer Ståle Solbakken hinter Michael Rensing und Miro Varvodić dritter Torwart. Ab der Rückrunde saß er bei den Bundesligaspielen auf der Ersatzbank, ohne eingesetzt zu werden. Horn spielte parallel weiter in der zweiten Mannschaft, für die er 14-mal zum Einsatz kam.
Nach dem Abstieg des Teams und den Abgängen von Rensing und Varvodić machte die neue sportliche Leitung unter Cheftrainer Holger Stanislawski Horn ab der Saison 2012/13 zur neuen Nummer eins. Sein Profidebüt gab er bei der 0:1-Niederlage am 1. Spieltag der Saison 2012/13 gegen Eintracht Braunschweig. Nach dem Aufstieg des FC am Ende der Saison 2013/14 wurde er von den Fans des 1. FC Köln zum Spieler der Saison gewählt. Horn blieb zu Beginn der Saison 2014/2015 als erster Torwart in seinen ersten vier Bundesligaspielen ohne Gegentreffer. Am 4. Mai 2018 verlängerte er seinen Vertrag in Köln bis 2023, trotz des Abstiegs in die 2. Bundesliga. In der Folgesaison schaffte er mit der Mannschaft als Zweitligameister den direkten Wiederaufstieg.
Durch die langjährige Vereinstreue – auch nach dem zwischenzeitlichen Abstieg in die Zweitklassigkeit – gelang dem Vize-Kapitän Horn in dieser Zeit der Sprung zu einer wesentlichen Identifikationsfigur für die Kölner Fans. Er geriet wegen schwankender Leistungen in den Spielzeiten 2019/20 und 2020/21, in denen Köln jeweils fest in den Abstiegskampf involviert war, zwar immer wieder in die Kritik, blieb aber aufgrund seiner Erfahrung und Führungsstärke sowie des Rückhalts der Clubführung die Nummer eins im Tor. Insbesondere nach der leihweisen Verpflichtung des Weltmeistertorhüters Ron-Robert Zieler wurde die „Torwartdiskussion“ immer wieder öffentlich ausgetragen; Horn setzte sich durch und trug mit sich stabilisierenden Leistungen maßgeblich zum knappen Klassenerhalt nach Relegation bei. Vor dem Beginn der Saison 2021/22 sprach der neue Kölner Trainer Steffen Baumgart wie schon seine unmittelbaren Vorgänger im Amt Markus Gisdol und Friedhelm Funkel erneut Horn das Vertrauen aus. Zuvor hatte der Verein auf Bestreben des langjährigen Torwarttrainers Andreas Menger, der im Sommer nach Berlin gewechselt war, mit Marvin Schwäbe vom dänischen Meister Brøndby IF einen konkurrenzfähigen Ersatztorhüter verpflichtet.
Nach guten Leistungen von Marvin Schwäbe, der ihn aufgrund einer Knieverletzung ab November 2021 vertrat, verlor Horn im Januar 2022 nach einer entsprechenden Entscheidung Baumgarts seinen Stammplatz im Tor an ihn. Am 30. Juni 2023 verließ Horn den 1. FC Köln.
Nach einem halben Jahr ohne Verein schloss er sich im Januar 2024 dem österreichischen Bundesligisten FC Red Bull Salzburg an, bei dem er einen bis Juni 2024 laufenden Vertrag unterschrieb. In Salzburg konnte er sich aber nicht gegen Alexander Schlager durchsetzen und kam erst nach einer Verletzung des ÖFB-Nationalspielers im Saisonfinish zu drei Einsätzen in der Bundesliga. Salzburg wurde erstmals seit 2013 nur Vizemeister. Nach seinem Vertragsende verließ Horn Red Bull nach der Saison 2023/24 wieder.
Zur Spielzeit 2024/25 verpflichtete der VfL Bochum Timo Horn als Ersatztorhüter.

### Nationalmannschaft
Horn durchlief beginnend mit der U15 sämtliche deutschen U-Nationalmannschaften. Von 2012 bis 2014 spielte er unter Trainer Frank Wormuth für die deutsche U-20-Auswahl. Im März 2013 wurde Horn nach der Verletzung von Kevin Trapp für das Länderspiel gegen Israel erstmals von Rainer Adrion in den Kader der U-21-Nationalmannschaft berufen. Er stand im Kader für die U-21-Europameisterschaft 2013 in Israel.
Am 15. Juli 2016 wurde er in den Kader für das olympische Fußballturnier in Rio de Janeiro berufen. Im Auftaktspiel gegen Mexiko wurde er zum Spieler des Spiels ernannt. Mit dem deutschen Team gewann Timo Horn bei dem Turnier die Silbermedaille nach der Niederlage im Finale gegen Brasilien nach Elfmeterschießen. Am 1. November 2016 erhielt er als Medaillengewinner der Olympischen Sommerspiele 2016 das Silberne Lorbeerblatt.

## Erfolge
- Deutscher Zweitligameister und Aufstieg in die Bundesliga: 2014, 2019
- Olympische Silbermedaille: 2016
- Fritz-Walter-Medaille in Gold: 2010 (U17)